# Jiang Yuyan
Dans ce nom chinois, le nom de famille, Jiang, précède le nom personnel.
Pour les articles homonymes, voir Jiang.
Jiang Yuyan, née le 2 novembre 2004, est une nageuse handisport chinoise concourant en S6. Elle est l'athlète la plus médaillée des Jeux paralympiques d'été de 2024, remportant un total de 7 médailles d'or.

## Carrière
En 2018, Yuyan a participé aux Jeux para-asiatiques organisés à Jakarta, où elle a remporté trois médailles d'or dans les épreuves de 50 m nage libre, 100 m nage libre et 50 m papillon, ainsi qu'une médaille d'argent dans l'épreuve de 400 m nage libre.
Elle a été l'une des plus jeunes nageuses à participer aux Championnats du monde de natation handisport 2019, où elle a remporté trois médailles d'or et deux médailles de bronze. Elle a décroché l'une de ces médailles d'or dans l'épreuve du 50 m papillon S6 avec un record mondial de 34,56 secondes,.
En 2021, Yuyan a participé aux Jeux paralympiques d'été de 2020, remportant quatre médailles: deux médailles d'or dans les épreuves féminines de 400 m nage libre S6 et de 50 m papillon S6, une médaille d'argent dans l'épreuve féminine de 100 m dos S6, et une médaille de bronze dans l'épreuve féminine de 100 m nage libre S7,.
Elle a également participé aux Jeux para-asiatiques en 2022 en tant que plus jeune athlète de la délégation, remportant cinq médailles d'or individuelles, une médaille de bronze individuelle, et deux médailles d'or en épreuves par équipe. Lors des Championnats du monde de natation handisport 2023, Yuyan a établi trois records du monde et un record asiatique, ramenant à la maison quatre médailles d'or et deux d'argent.
En 2024, Yuyan a concouru aux Jeux paralympiques d'été à Paris, et elle est devenue l'athlète la plus médaillée de la compétition avec un total de sept médailles d'or. Pour son premier titre, elle a établi un record mondial de 32,59 secondes dans l'épreuve du 50 m nage libre S6. Elle a remporté sa quatrième médaille d'or en battant un autre record du monde dans l'épreuve féminine de 100 m nage libre S7 avec un temps de 1:09,68. Yuyan a décroché sa septième et dernière médaille d'or à Paris 2024, établissant un record mondial dans l'épreuve féminine de 100 m dos S6 avec un temps de 1:19,44.

## Vie personnelle
Jiang Yuyan est née le 2 novembre 2004 à Shaoxing, en Chine. Elle a perdu son bras et sa jambe droits dans un accident de voiture alors qu'elle avait trois ou quatre ans,.